# Loch Lurgainn
Loch Lurgainn är en sjö i Storbritannien.   Den ligger i kommunen Highland och riksdelen Skottland, i den norra delen av landet, 800 km norr om huvudstaden London. Loch Lurgainn ligger 58 meter över havet. Arean är 1,4 kvadratkilometer.Trakten runt Loch Lurgainn består i huvudsak av gräsmarker. Den sträcker sig 2,0 kilometer i nord-sydlig riktning, och 2,3 kilometer i öst-västlig riktning.